# Креэн
Креэ́н (фр. Créhen, брет. Krehen, галло Qerhen) — коммуна во Франции, находится в регионе Бретань. Департамент — Кот-д’Армор. Входит в состав кантона Планкоэт. Округ коммуны — Динан.
Код INSEE коммуны — 22049.

## География
Коммуна расположена приблизительно в 340 км к западу от Парижа, в 65 км северо-западнее Ренна, в 45 км к востоку от Сен-Бриё.
Вдоль западной границы коммуны протекает река Аргенон.

## Население
Население коммуны на 2016 год составляло 1 639 человек.
| 1962 | 1968 | 1975 | 1982 | 1990 | 1999 | 2008 | 2016 |
| ---- | ---- | ---- | ---- | ---- | ---- | ---- | ---- |
| 1286 | 1300 | 1318 | 1452 | 1493 | 1479 | 1660 | 1639 |

## Экономика
В 2007 году среди 908 человек в трудоспособном возрасте (15—64 лет) 623 были экономически активными, 285 — неактивными (показатель активности — 68,6 %, в 1999 году было 66,2 %). Из 623 активных работали 571 человек (308 мужчин и 263 женщины), безработных было 52 (20 мужчин и 32 женщины). Среди 285 неактивных 78 человек были учениками или студентами, 105 — пенсионерами, 102 были неактивными по другим причинам.

## Достопримечательности
- Руины замка Гильдо[фр.] (XIV век). Исторический памятник с 1951 года[3]
- Руины замка Туш-а-ла-Ваш (XV век). Исторический памятник с 1926 года[4]

## Фотогалерея
- Река Аргенон
- Руины замка Гильдо
- Руины замка Гильдо
- Карта коммуны